# Esglésies de la Pau
Les Esglésies de la Pau (en polonès: Kościoły Pokoju, en alemany: Friedenskirchen) de Jawor i Świdnica a Silèsia van ser anomenades així després de la Pau de Westfàlia de 1648 que va permetre als luterans de la part catòlica de Silèsia la construcció de tres esglésies evangèliques de fusta, fang i palla, fora de les muralles de la ciutat, sense torres ni campanes d'església. El temps de construcció estava limitat a un any. Des del 2001, les dues esglésies restants formen part del Patrimoni de la Humanitat segons la UNESCO.

## Història
Tot i el constrenyiment tant físic com polític, les tres esglésies es van convertir en els majors edificis religiosos amb entramat de fusta a Europa a causa de les seves pioneres solucions constructives i arquitectòniques.
L'església de Jawor, sota l'advocació de l'Esperit Sant, té 43,5 m de llarg,14 m d'ample i 15,7 m d'alt i una capacitat per a 5.500 persones. Va ser construïda per l'arquitecte de Wrocław Albrecht von Saebisch i es va acabar un any més tard, el 1655. Les 200 pintures van ser fetes a l'interior per Georg Flegel des del 1671-1681; l'altar, de Martin Schneider, data de 1672, i l'orgue original de J. Hoferichter de Legnica de 1664 va ser substituït el 1855-1856 pel d'Adolf Alexander Lummert.
En aquest moment, la ciutat formava part del luterà Regne de Prússia, durant prop d'un segle. Cent anys més tard, el 1945, la ciutat va esdevenir part de Polònia, com a resultat de la conferència de Potsdam.
Una església similar, erigida a Głogów es va incendiar el 1758, però la de Świdnica, sota la invocació de la Santíssima Trinitat, va sobreviure com la de Jawor. Totes dues van ser restaurades per una cooperació polonesoalemanya, i reconegudes per la UNESCO el 2001 com a Patrimoni Mundial de la Humanitat.

## Imatges

### Świdnica

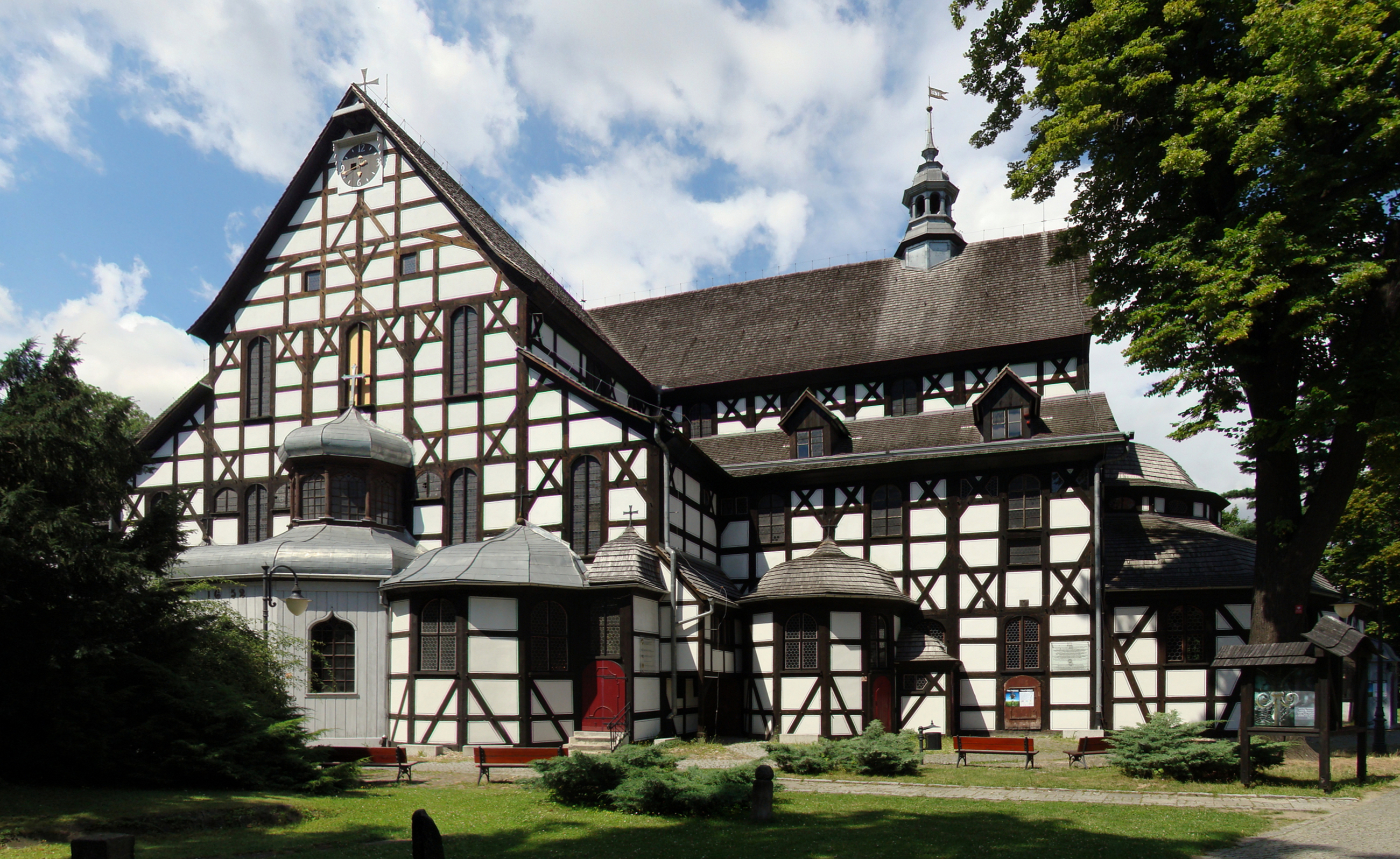
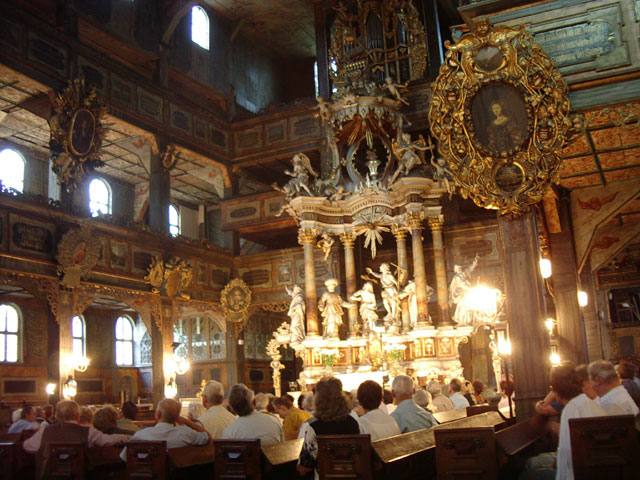
Altar principal
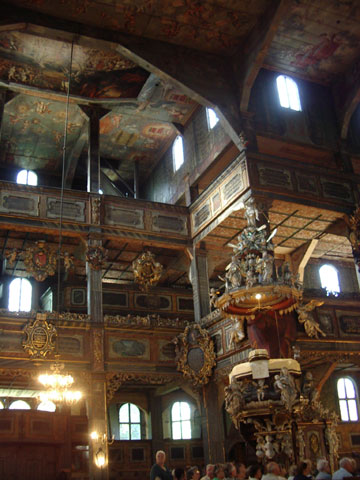
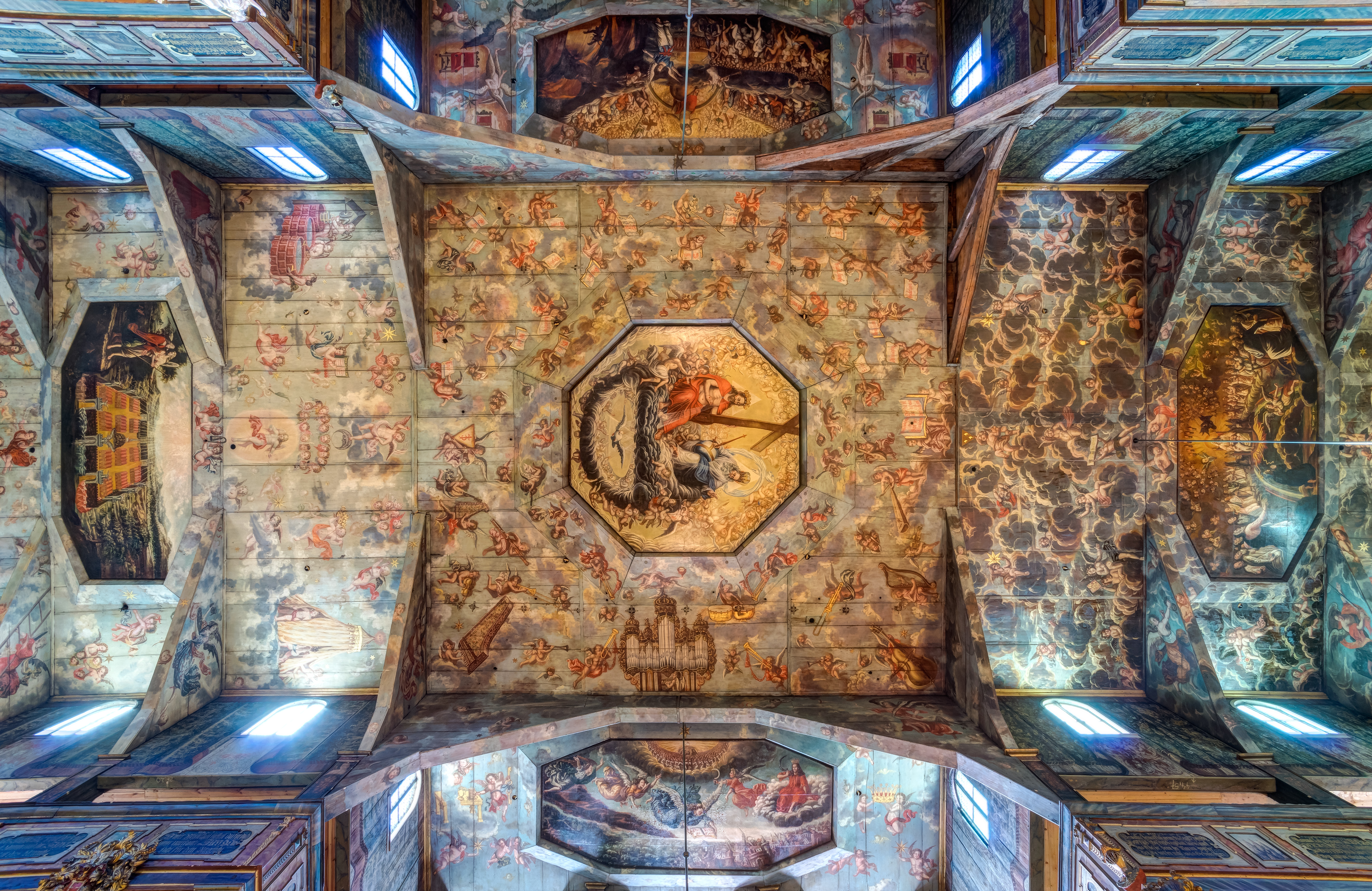

### Jawor

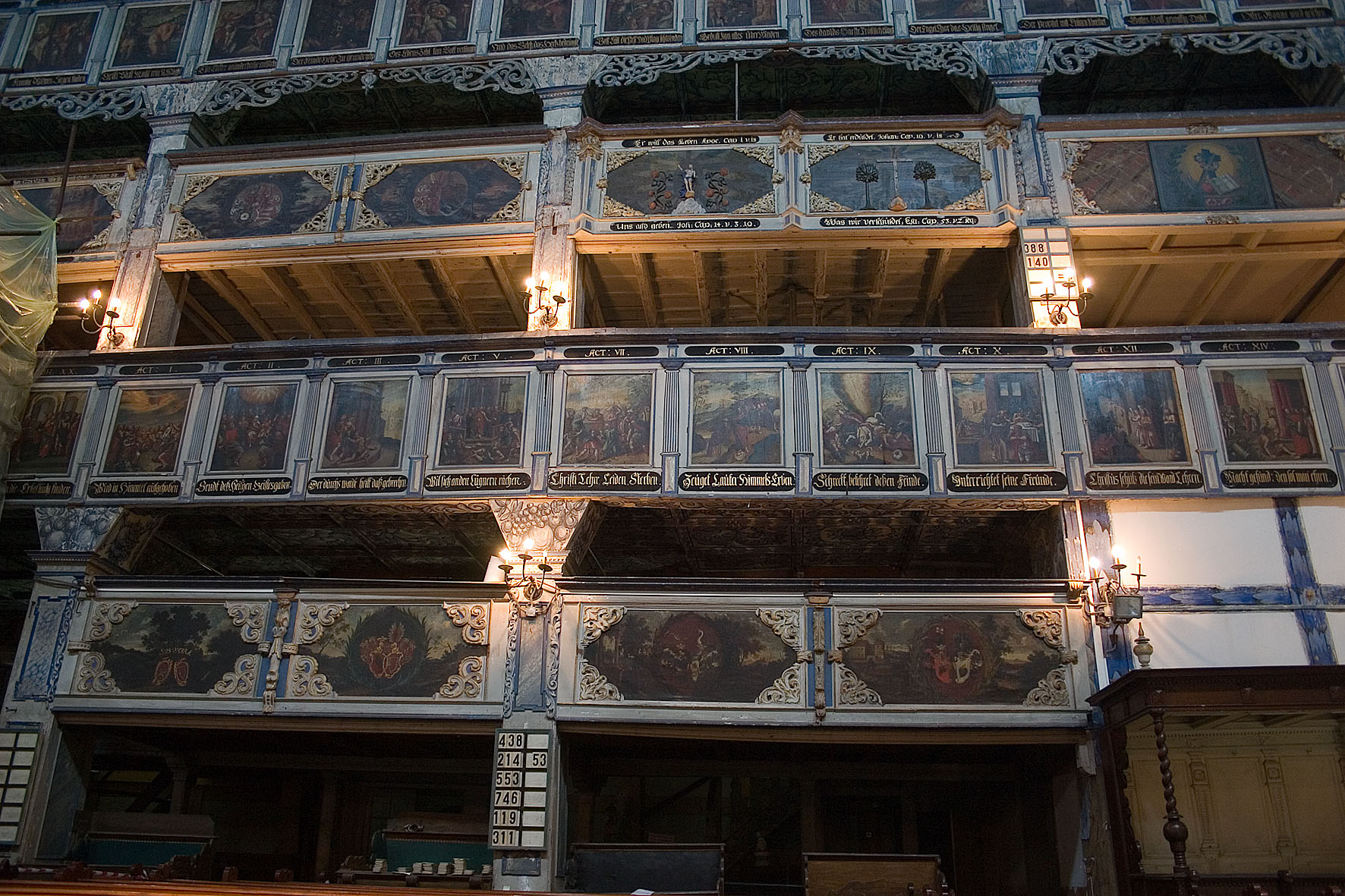
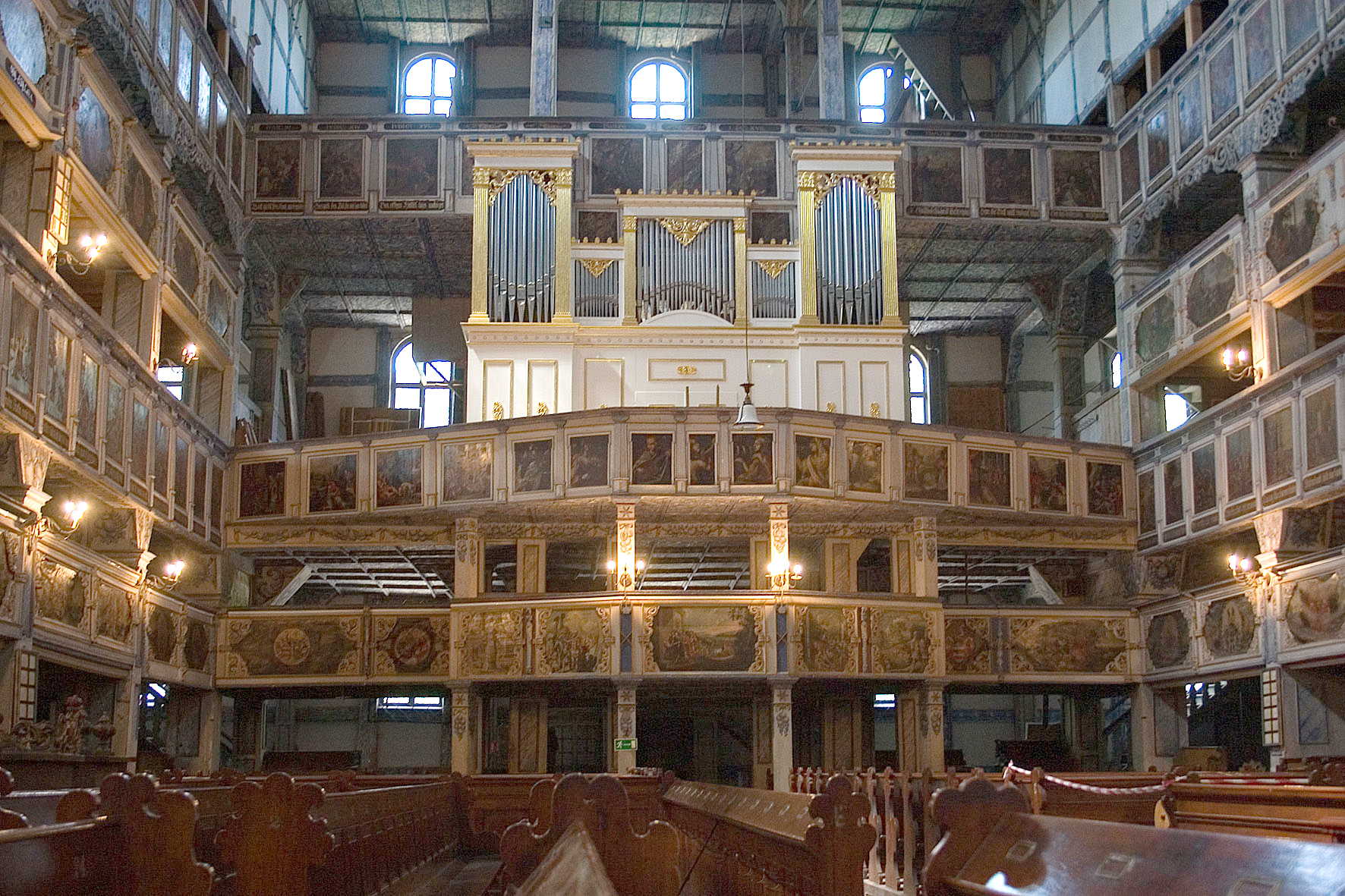
Orgue
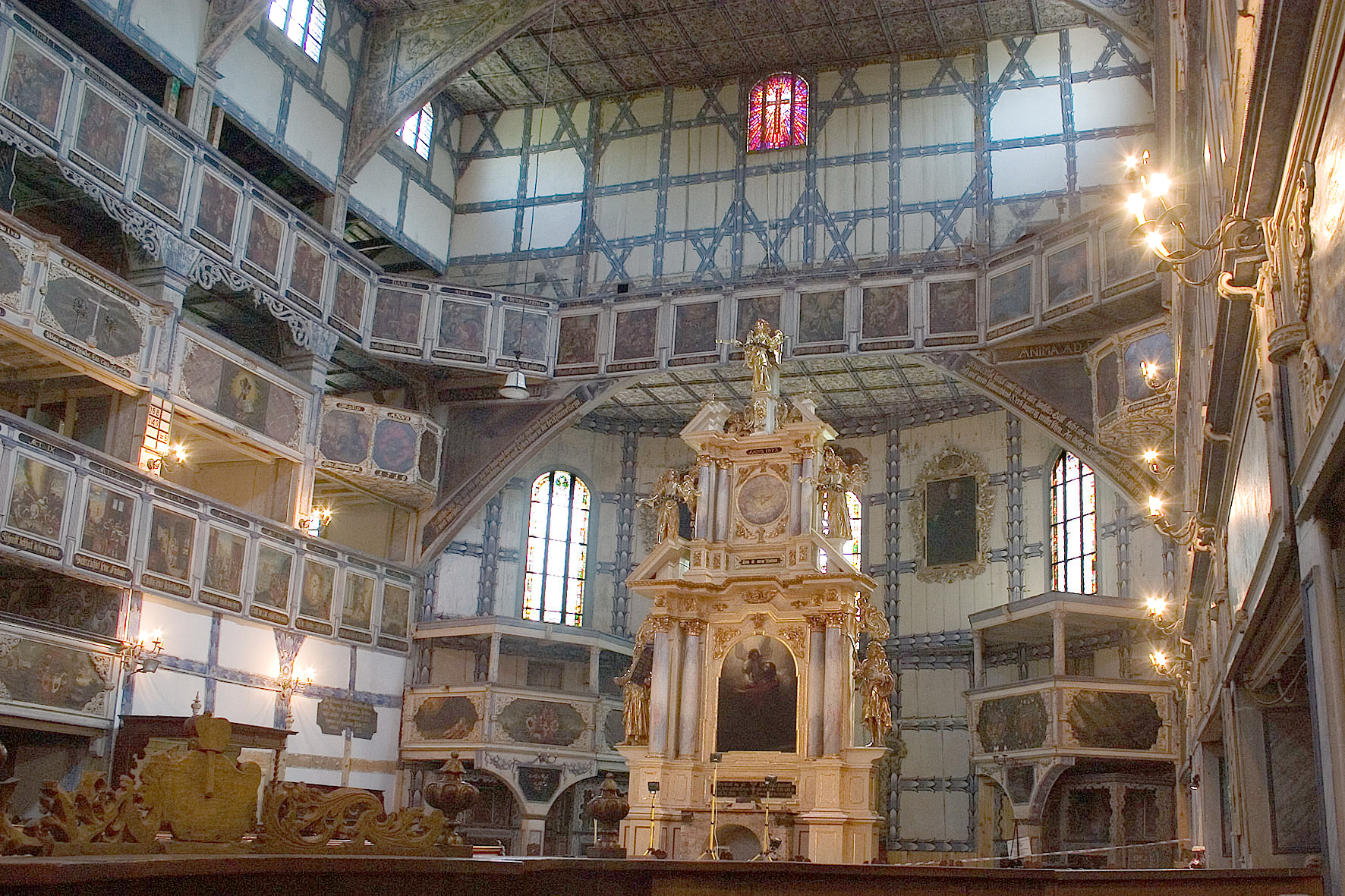
Altar principal